# Royal Pavilion
Royal Pavilion er en bygning i Brighton i East Sussex, som tidligere har tilhørt det britiske kongehus. Den er bygget i tre etaper, begyndende i 1787 som et ferie- og rekreationssted ved den Engelske Kanal for kronprins og senere kong Georg 4. af Storbritannien. 
Mellem 1815 og 1822 blev den ombygget under ledelse af John Nash. Byggestilen er indisk-gotisk. Bygningen blev i 1849 solgt til byen Brighton. Den betegnes ofte som Brighton Pavilion og anvendes til middage, kurser, bryllupper m.m. 